# Miele Moped

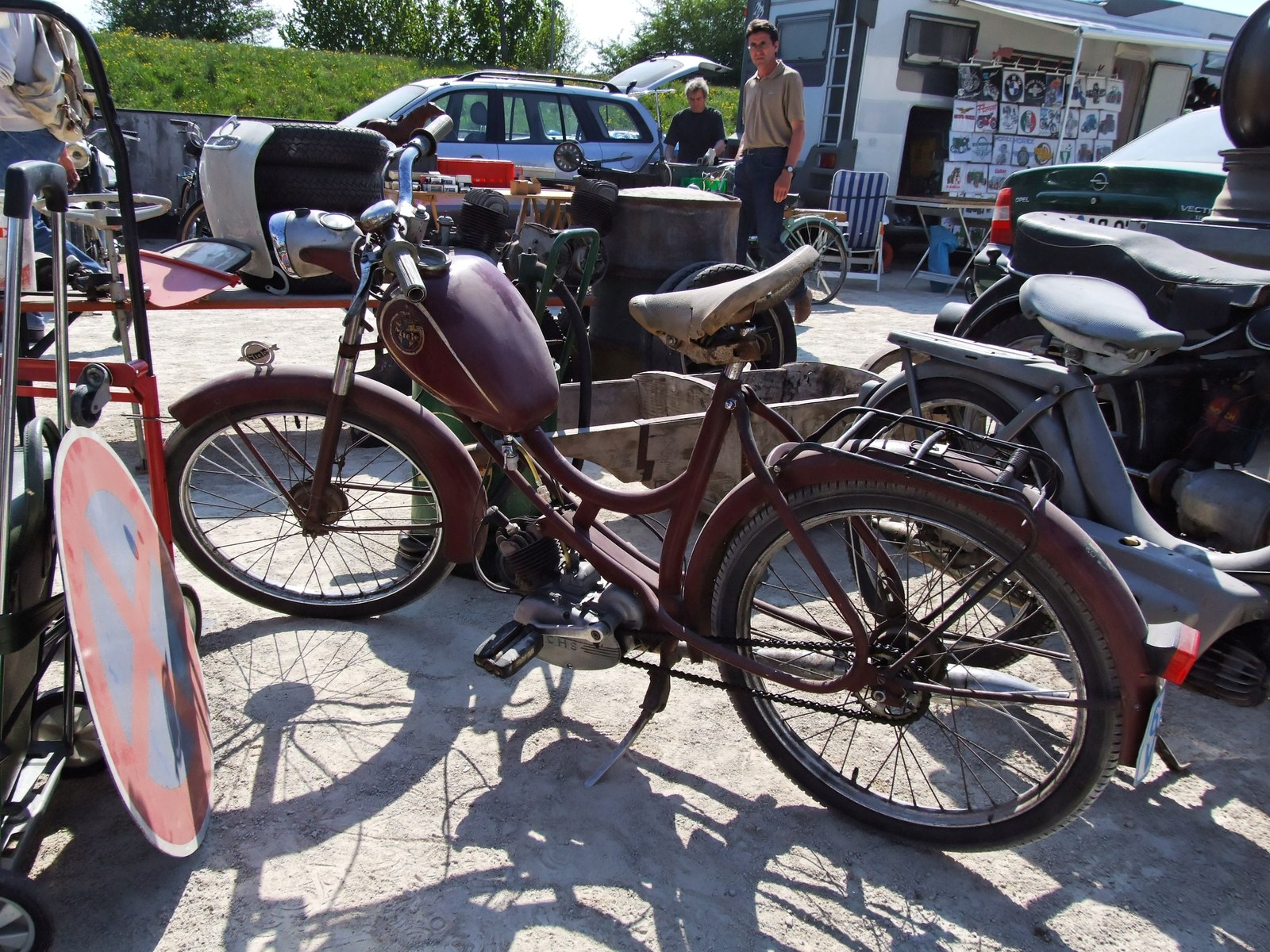
Miele Moped K 50 in rotbraun

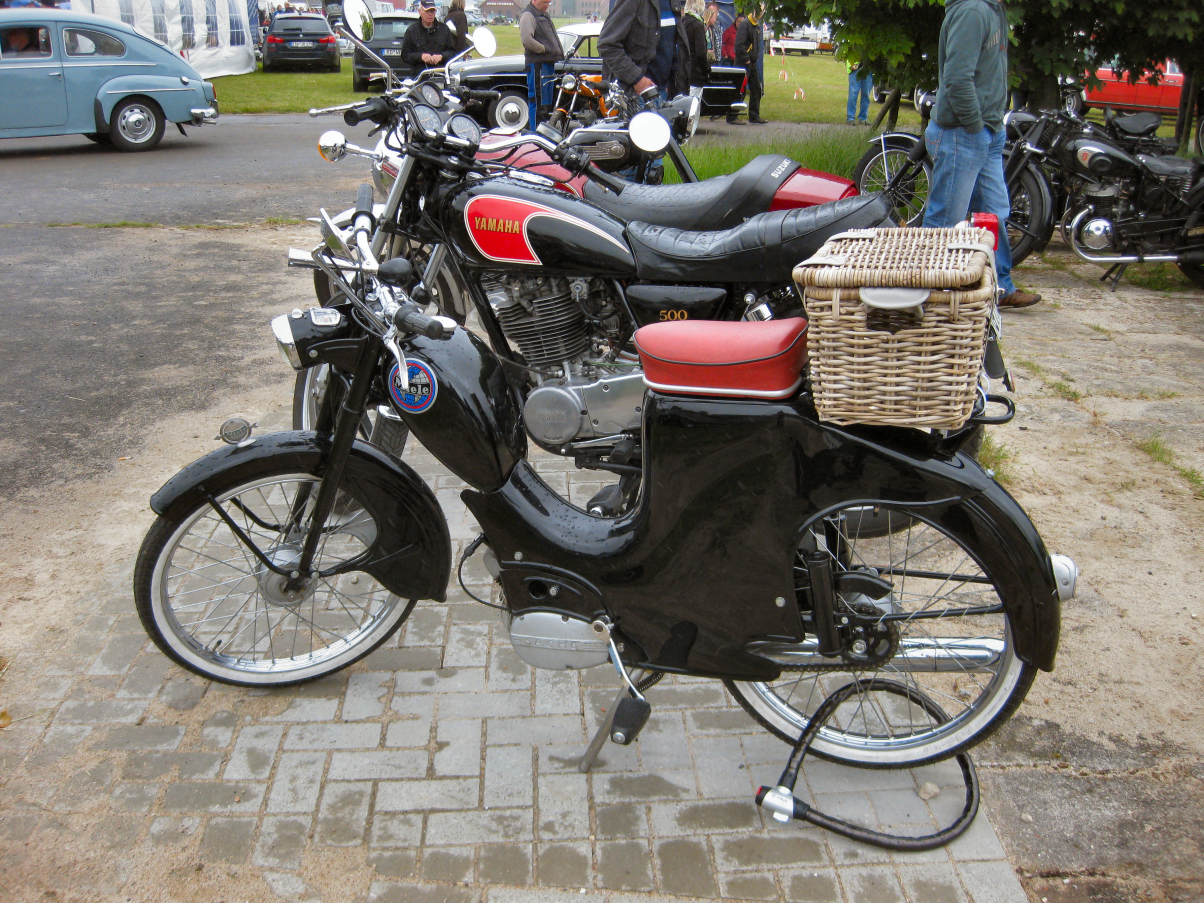
Miele Moped K 51

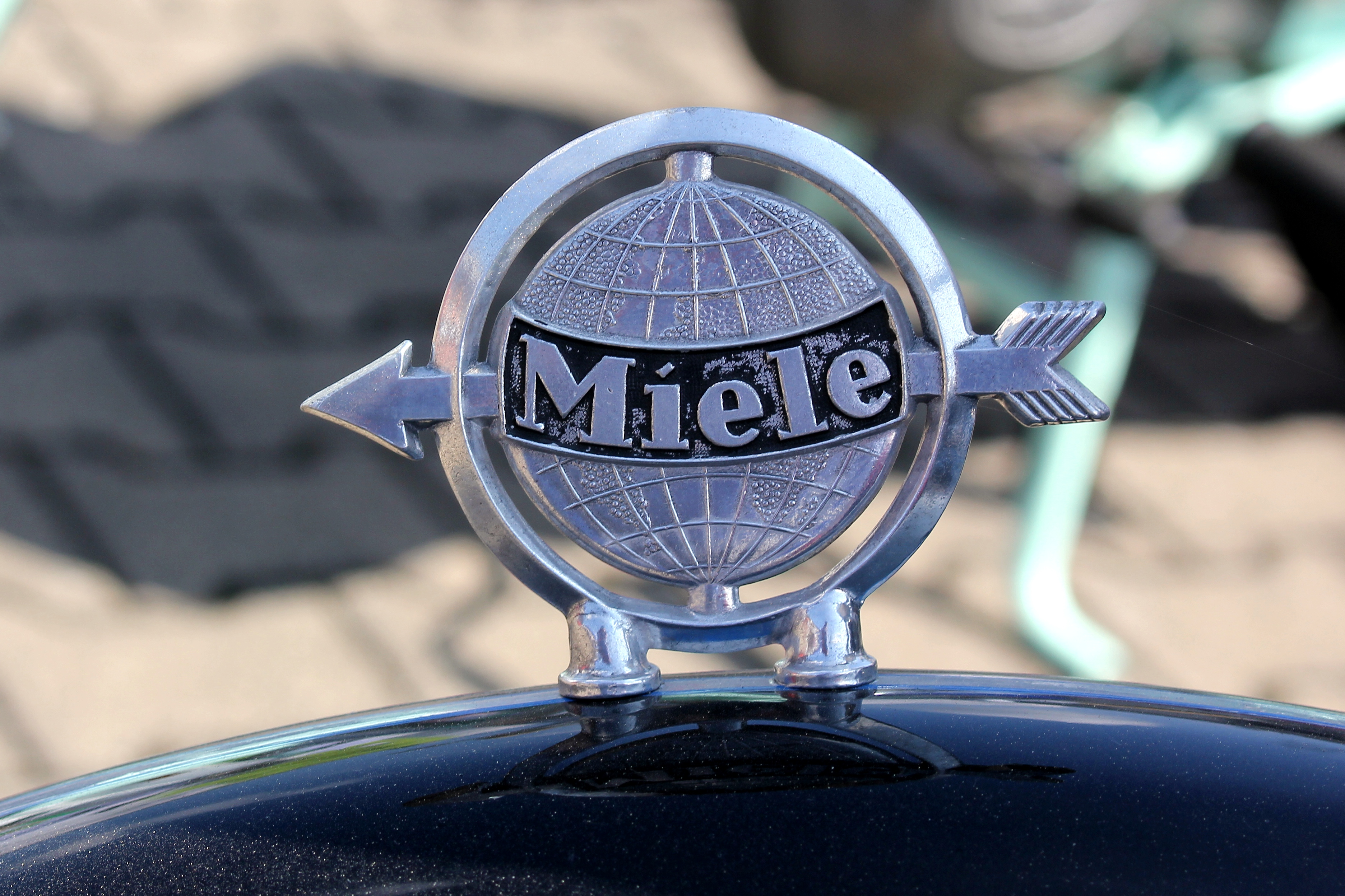
Logo auf einem Motorfahrrad von 1952

Die Mielewerke in Gütersloh produzierten von 1953 bis 1960 die Miele Mopeds. In diesem Zeitraum wurden die Modelle K 50, K 51, K 52 und K 53 in verschiedenen Varianten gefertigt. Die produzierten Stückzahlen sind nicht bekannt; Miele nennt sie auch auf Nachfrage nicht bzw. gibt an, sie seien unbekannt.
Bereits ab 1924 hatte Miele Fahrräder im Angebot, ab 1930 auch motorisierte Fahrräder. In den 1950er-Jahren wurde das Angebot um Motorräder ergänzt.
Die K 50, K 51 und K 52 wurden von einem luftgekühlten 47-cm³-Zweitaktmotor von Fichtel & Sachs angetrieben, in den Modellen K 52/2 und K 53 mit Gebläsekühlung.
Der Motor war für den Betrieb mit Zweitaktmischung 1 : 25 (Öl : Benzin) ausgelegt.

## K 50 und K 50 S
Der Rahmen der Modelle K 50 und K 50 S war noch sehr an die motorisierten Fahrräder von Miele angelehnt. Das Hinterrad war zwar ungefedert, aber trotzdem betonte Miele in der Werbung für die K 50 eine „vollendete Straßenlage“ sowie „erstklassige Fahreigenschaften“. Schutzbleche und Kraftstofftank wiesen eine „geschmackvolle Linierung“ auf.
Das Modell K 50 war serienmäßig schwarz lackiert, war aber für 5 DM Aufpreis auch in Rotbraun oder Effektblau erhältlich.
Folgende weitere Extras waren ab Werk lieferbar: Weißwandreifen (5,90 DM), verstärkte Bereifung in 23 × 2,25″ anstelle von 23 × 2″ (5,40 DM), verstärkte Bereifung als Weißwandreifen (11,90 DM) sowie Elektrisches Horn (8,50 DM).
Von der K 50 gab es auch die Variante K 50 S, die sich durch besonders große Vorder- und Hinterradverkleidungen, einen geschlossenen Kettenkasten, besonders aber durch eine Hinterradschwinge vom Standardmodell unterschied. Außerdem waren laut Prospekt „Verkleidung und Kraftstofftank geschmackvoll verziert“.
Die K50 S konnte in Mittelblau, Rotbraun oder Schwarz, jeweils mit beigen Verzierungen, geliefert werden.
Neben den auch für die K 50 als Extra bestellbaren Weißwandreifen (6,00 DM) und verstärkte Bereifung (4,50 DM) war das Moped für einen Aufpreis von 30 DM mit Dreiganggetriebe erhältlich.

## K 51
Das Modell K 51, von Miele Moped-Roller genannt und als „neuartiger Fahrzeugtyp“ angepriesen, war mit einer selbsttragenden Karosserie voll verkleidet. Die K 51 hatte nicht mehr, wie noch die K 50, einen Fahrradsattel, sondern eine Schaumgummisitzbank. Der Rahmen war mit einem tiefen Durchstieg so gestaltet, dass „Damen und Herren gleichermaßen bequem“ das Moped besteigen konnten. Auch der Motor war nun „formschön und schnittig verkleidet“.
Die K 51 war in Schwarz mit schwarz/roter Sitzbank oder in Pappelgrau/Grün mit gleichfarbiger Sitzbank erhältlich.
Als Zubehör waren Weißwandreifen für 5,90 DM sowie ein elektrisches Horn für 8,50 DM lieferbar.

## K 52
Von der K52 gab es vier Varianten: eine K 52 und eine K 52 Sport, die jeweils auch als Modell für zwei Personen erhältlich waren und den Zusatz „/2 G“ trugen.
In der Werbung stellte man neben technischen Details wie der „technisch vollkommenen Hinterrad-Federung“ besonders die „solide Miele-Qualität“ heraus und machte darauf aufmerksam, dass ein Miele-Moped eine „herrliche Sache“ sei: „Es macht unabhängig, rückt Entfernungen zusammen und lässt alle Wege angenehmer werden.“
Die K 52 als einfachstes Modell der Reihe war mit einem Schwingsattel ausgestattet und ausschließlich in der Lackierung Pappelgrau/Grün erhältlich. Ein Dreiganggetriebe kostete 30 DM Aufpreis, Weißwandreifen kosteten 6,80 DM zusätzlich.
Die K 52 Sport hatte eine Dreiviertel-Sitzbank, serienmäßiges Dreiganggetriebe und wurde in den Zweifarblackierungen Cabriograu/Delphinblau oder Sanddünenbeige/Korallenrot angeboten.
Das Zweipersonenmodell der K 52 war in den Farbkombinationen Cabriograu/Delphinblau, Sanddünenbeige/Korallenrot oder Feuerrot/Schwarz, das der K52 Sport nur in Feuerrot/Schwarz erhältlich.

## K 53
Das Spitzenmodell der Mopedreihe bildete die K 53, die mit 3,2 PS über etwa doppelt so viel Leistung verfügte wie die kleineren Modelle. Sie war mit der Zweipersonensitzbank und einem größeren Tank bestückt und in den Farben Cabriograu/Delphinblau oder Feuerrot/Schwarz im Handel. Im Gegensatz zu allen anderen Modellen hatte die K 53 keine Pedale, sondern einen Kickstarter und war daher formal betrachtet kein klassisches Moped, sondern ein Kleinkraftrad ohne Geschwindigkeitsbegrenzung.

## Technische Daten
| Modell                       | K 50                           | K 50 S                         | K 51                           | K 52                           | K 52 Sport                     | K 52 / 2 G                   | K 52 / 2 G Sport             | K 53                         |
| Bauzeit                      | 1954–1956                      | 1956–1958                      | 1957–1958                      | 1958–1960                      | 1958–1960                      | 1958–1960                    | 1958–1960                    | 1960                         |
| Motorisierung                | Sachs 47 cm³, Fahrtwindkühlung | Sachs 47 cm³, Fahrtwindkühlung | Sachs 47 cm³, Fahrtwindkühlung | Sachs 47 cm³, Fahrtwindkühlung | Sachs 47 cm³, Fahrtwindkühlung | Sachs 47 cm³, Gebläsekühlung | Sachs 47 cm³, Gebläsekühlung | Sachs 47 cm³, Gebläsekühlung |
| Max. Leistung (PS)           | 1,25 bei 4100/min              | 1,25 bei 4100/min              | 1,25 bei 4100/min              | 1,6 bei 4500/min               | 1,6 bei 4500/min               | 1,5 bei 4500/min             | 1,5 bei 4500/min             | 3,2 bei 6800/min             |
| Leergewicht (kg)             | 33                             | 33                             |                                | 58                             | 58                             | 58                           | 58                           | 68                           |
| Anzahl Gänge                 | 2                              | 2 (wahlweise 3)                | 2                              | 2 (wahlweise 3)                | 3                              | 3                            | 3                            | 3                            |
| Höchstgeschwindigkeit (km/h) | 40                             | 40                             | 40                             | 40                             | 40                             | 40                           | 40                           | 57                           |
| Verbrauch (l/100 km)         | 1,2                            | 1,2                            | 1,2                            | 1,2                            | 1,2                            | 1,4                          | 1,4                          | 2,6                          |
| Tankinhalt (l)               | 6,5                            | 6,0                            | 6,0                            | 7,0                            | 7,0                            | 7,0                          | 7,0                          | 8,5                          |
| Preis (DM) ohne Zubehör      | 615                            | 678                            | 655                            | 735                            | 788                            | 898                          | 915                          | 948                          |

Quelle: Website Miele-Technikgeschichte. Abgerufen am 26. August 2017.